# Stay Hungry (película)
Stay Hungry traducido al castellano El Gran Guardaespaldas es una película dramática estadounidense de 1976, protagonizada por Arnold Schwarzenegger, Sally Field y Jeff Bridges.

## Argumento
Un cruel hombre de negocios le exige a Craig Blake que le ayude a comprar un gimnasio, que será demolido para un proyecto de desarrollo en Alabama. Han comprado todas las casas, excepto aquel pequeño gimnasio "Olímpico", en donde Joe Santo, el protagonista, se prepara para el campeonato de "Mister Universo", en un mes de antelación.

## Reparto
- Arnold Schwarzenegger: Joe Santo
- Sally Field: Mary Tate Farnsworth
- Jeff Bridges: Craig Blake
- R.G. Armstrong: Thor Erickson
- Robert Englund: Franklin
- Helena Kallianotes: Anita
- Roger E. Mosley: Newton
- Woodrow Parfrey: Uncle Albert
- Scatman Crothers: William
- Kathleen Miller: Dorothy Stephens
- Fannie Flagg: Amy
- Joanna Cassidy: Zoe
- Richard Gilliland: Hal
- Mayf Nutter: Packman
- Ed Begley Jr.: Lester

## Premios
- 1976: Globos de Oro: Mejor Debut de un Actor en Cine (Arnold Schwarzenegger)